# Santa Maria de Coberta
Santa Maria de Coberta era una capella del terme comunal de Sureda, a la comarca del Rosselló, Catalunya Nord.
Estava situada al sud del poble de Sureda, a la vora d'un còrrec. Han desaparegut recentment a causa de l'erosió. Era esmentada des del 1264.